# Irisbus Citelis 18M
Irisbus Citelis 18M je městský kloubový nízkopodlažní autobus, který byl vyráběn ve francouzském městě Annonay a později v italském Valle Ufita, přičemž speciální požadavky českých a slovenských zákazníků byly řešeny ve vysokomýtském závodě Iveco Czech Republic (dříve Karosa). Jeho nástupcem je model Iveco Urbanway 18M.

## Konstrukce
Konstrukčně je Citelis 18M odvozen ze standardního typu Citelis 12M a zároveň vychází ze svého předchůdce Citybusu 18M. Jedná se o třínápravový nízkopodlažní autobus s polosamonosnou karoserií. Ta byla při výrobě sestavena do skeletu a poté byla ošetřena proti korozi, olakována a oplechována. Vozová skříň se skládá ze dvou částí, které jsou navzájem spojeny kloubem a krycím měchem. Motor a převodovka se nachází v mohutné zadní části autobusu. Motorem je poháněna zadní náprava, řízená je náprava přední. Rám podvozku je vytvořen ze svařených ocelových podélníků a příček. Střechu a bočnice tvoří svařené tažené uzavřené profily pokryté plechy. Zadní čelo je vyrobeno z jednoho sklolaminátového panelu, přední čelo tvoří uzavřené profily pokryté plechem a plastem. Okna autobusu jsou lepená, pouze přední sklo je uchyceno v gumových profilech. Vstup do vozu zajišťují čtvery dvoukřídlé skládací dveře, v každém článku vždy dvoje. Prostor pro kočárek nebo invalidní vozík se nachází naproti druhým a třetím dveřím, nájezdová plošina je umístěna ve druhých dveřích. Nástupní výška (320 mm v prostoru prvních dveří, 330 mm v ostatních částech vozu) může být ještě snížena pomocí tzv. kneelingu (mírné naklonění stojícího autobusu směrem k nástupnímu ostrůvku). Sedačky pro cestující jsou čalouněné plastové.
Autobusy Citelis 18M jsou vyráběny (kromě klasické, dieselové verze) také s pohonem na stlačený zemní plyn (CNG). Vozy od roku 2007 splňují emisní normu Euro 4. Společně s touto inovací přišla změna konstrukce točny (kloubu). Karoserie Citelisu 18M též využívala plzeňská Škoda k výrobě kloubových nízkopodlažních trolejbusů Škoda 25Tr.

## Výroba a provoz
Výroba kloubové verze Citelisu byla zahájena brzy po započetí produkce 12metrové varianty v roce 2005 a ukončena byla v roce 2014.
Citelisy 18M byly dodávány, mimo jiné, i do českých měst, převážně do Brna, Hradce Králové a Českých Budějovic. V menším počtu se také objevily v Táboře, Praze, Zlíně, Karlových Varech, Ústí nad Labem, Havířově a Chomutově. Dva kloubové Citelisy zakoupila také Arriva. V Brně byly všechny vozy v letech 2018–2019 vyřazeny a zlikvidovány, jediný vůz u pražského dopravního podniku dojezdil v dubnu 2022. Na Slovensku jezdily např. v Prešově, Žilině a Trenčíně.

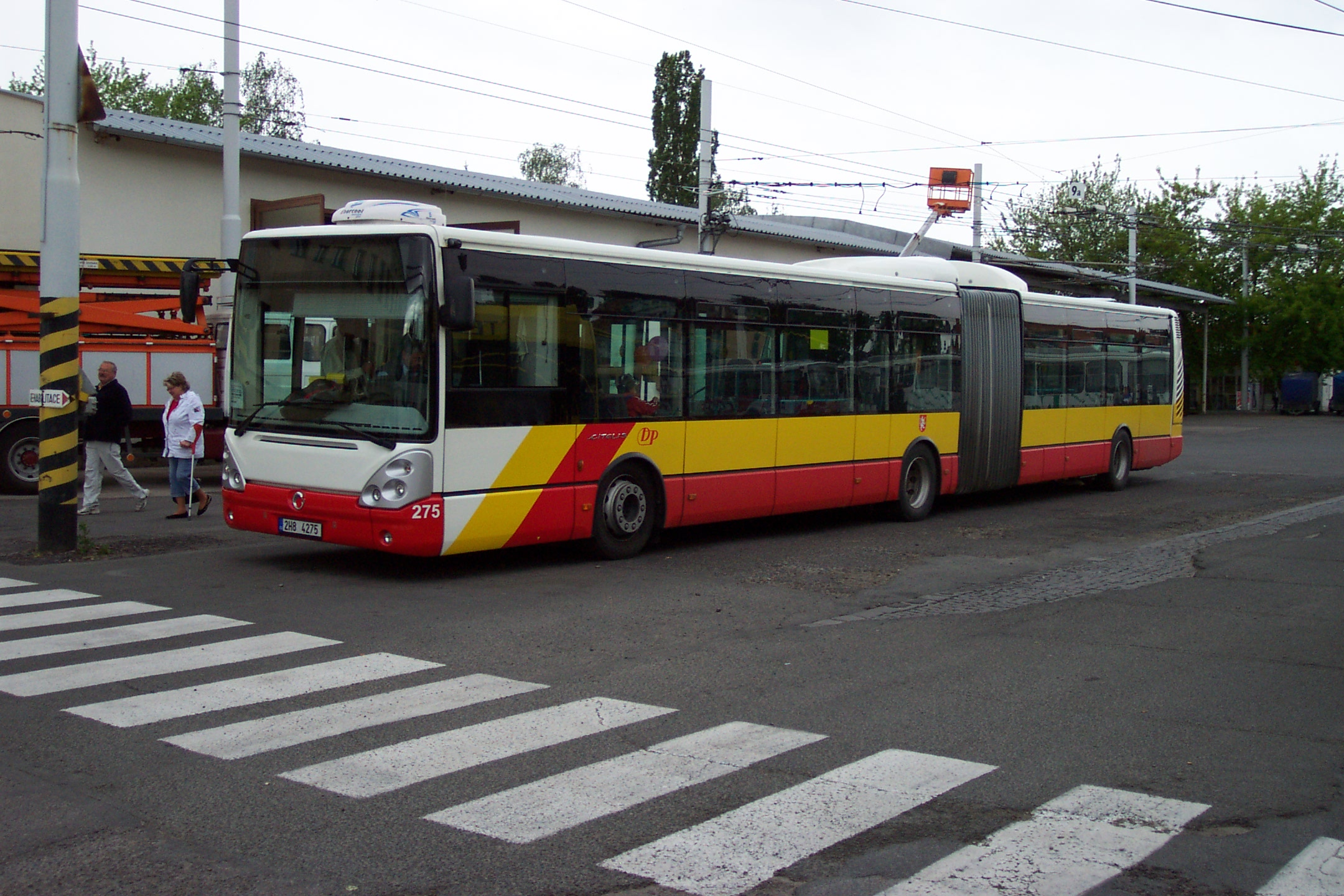
Královéhradecký Citelis 18M

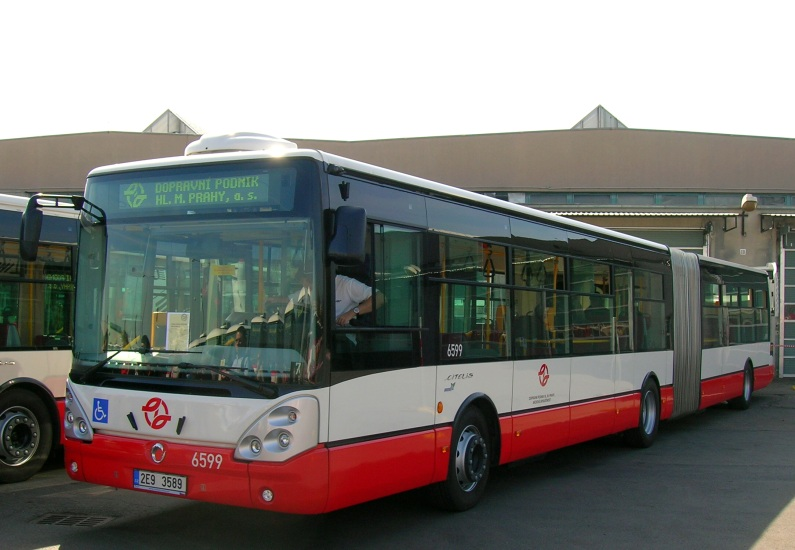
Citelis 18M Euro 4 ve službách DP Praha

| Dopravce              | Počet vozů | Rok výroby | Evidenční čísla    | Poznámky                                   |
| --------------------- | ---------- | ---------- | ------------------ | ------------------------------------------ |
| Arriva Střední Čechy  | 1          | 2009       | 1456               |                                            |
| Arriva Východní Čechy | 1          | 2006       |                    |                                            |
| Comett Plus (Tábor)   | 5          | 2005–2010  | 14, 78, 86, 87, 95 |                                            |
| ČSAD Havířov          | 2          | 2008–2009  | 175, 183           |                                            |
| DP Brno               | 22         | 2007–2009  | 2601–2622          |                                            |
| DP České Budějovice   | 19         | 2005–2009  | 101–105, 161–174   |                                            |
| DP Hradec Králové     | 20         | 2005–2012  | 220–236, 273–275   |                                            |
| DP Chomutov a Jirkov  | 1          | 2010       | 320                |                                            |
| DP Karlovy Vary       | 1          | 2012       | 420                |                                            |
| DP Ústí nad Labem     | 2          | 2006, 2012 | 705, 802           | 802 na CNG                                 |
| DP Praha              | 1          | 2007       | 6599               | 2007–2009 v majetku Iveca, pouze pronajatý |
| DS Zlín–Otrokovice    | 1          | 2010       | 827                |                                            |

## Historické vozy
- soukromá osoba (vůz DP Hradec Králové ev. č. 273)[2]